# 米托蓬塔山
10°25′02″S 76°56′04″W / 10.41722°S 76.93444°W
米托蓬塔山（西班牙語：Mitopunta）是秘魯的山峰，位於該國中南部利馬大區，由卡哈坦博省的卡哈坦博區負責管轄，屬於瓦伊瓦什山脈的一部分，海拔高度5,571米。